# Ricardo Vilas
Ricardo Vilas Boas de Sá Rego (Rio de Janeiro, 30 de agosto de 1949) é um cantor, compositor e letrista brasileiro. Nos anos 60, além de sua carreira de músico, foi mais conhecido por sua militância política que o fez ser preso pela ditadura militar instalada em 1964, sendo um dos presos políticos trocados pelo embaixador dos Estados Unidos Charles Burke Elbrick, sequestrado no Rio de Janeiro por integrantes da Dissidência Comunista da Guanabara e da Aliança Libertadora Nacional (ALN) em setembro de 1969.

## Biografia

Na célebre foto que mostra os presos políticos trocados pelo embaixador Charles Burke Elbrick em 1969, antes de embarcarem para o exílio, Ricardo Vilas Boas está de pé, no centro, o mais baixo de óculos com armação grossa.

Ainda adolescente e com o nome artístico de Ricardo Sá, integrou entre 1966 e 1968 o grupo vocal Momentoquatro com Zé Rodrix, David Tygel e Maurício Maestro, que mais tarde seguiriam uma carreira de sucesso, Rodrix, individualmente e no trio Sá, Rodrix & Guarabyra e Tygel e Maestro com o Boca Livre. Com o Momentoquatro, Villas Boas participou do III Festival de Música Popular Brasileira da TV Record de 1967 acompanhando Edu Lobo e Marília Medalha, que venceram o festival com Ponteio.
Estudante de Psicologia, atuante na militância política contra a ditadura e integrando a Dissidência da Guanabara, ele foi preso em 1º de maio de 1969 junto com a companheira de organização Maria Augusta Carneiro quando distribuía panfletos contra o governo no centro do Rio de Janeiro. Em setembro do mesmo ano, os sequestradores do embaixador norte-americano exigiram sua libertação em troca de Elbrick, numa lista com Maria Augusta e mais 13 presos do regime e Villas Boas foi embarcado para o México, sendo banido do território nacional pelos militares. Do México, exilou-se na França, onde fez mestrado em Etnomusicologia na Sorbonne.
Em 1969 casou-se com a cantora Teca Calazans, com quem formou a dupla Teca & Ricardo, no exílio na França. A dupla atuou junta por mais de uma década, até 1981, já no Brasil. Com a entrada em vigor da Lei da Anistia, Ricardo retornou ao Brasil em 1979, filiou-se ao Partido dos Trabalhadores e em 1983 assumiu a direção musical do seriado  Sítio do Pica-Pau Amarelo, na Rede Globo de Televisão; na mesma emissora, nos anos 1980,  compôs músicas e trilhas sonoras para novelas como Roque Santeiro e Selva de Pedra e dirigiu musicalmente o programa Globo de Ouro.
Voltou à França a partir de 1989, lançando um CD e fazendo excursões pela Europa e em 1995 dividiu sua carreira musical entre o Brasil e a Europa, lançando CDs de música popular brasileira na França e no Brasil. Em 1998 lançou na Europa o disco Ricardo Villas e amigos que contou com a participação de Chico Buarque de Holanda, Lenine, Joyce, Sá & Guarabyra, Wagner Tiso, Nana Caymmi, Zé Ramalho, Ângela Maria e de seus antigos companheiros do Momentoquatro, Zé Rodrix, Maurício Maestro e David Tygel, gravado no Rio de Janeiro, São Paulo e Paris. A partir de 2008, voltou a residir permanentemente no Brasil, assumindo  a direção musical da TV Brasil. Em 2008, tornou-se gerente musical da Empresa Brasil de Comunicação. Entre 2017 e 2018 foi contratado pela MultiRio, empresa municipal multimidia da Prefeitura do Rio de Janeiro, onde dirigiu a web radio e também programas audiovisuais da Tv MultiRio.   
Em 2023 volta à EBC-Tv Brasil, após ter sido demitido pela gestão que assumiu a empresa após o questionado impeachment da Presidenta Dilma Roussef.
Paralelamente a sua carreira na comunicação, Vilas continua fazendo shows e gravando albuns fonográficos. Hoje ele conta com 27 álbuns na sua discografia, e seu repertório alinha mais de 200 composições, gravadas por ele ou por outros intérpretes.    
Na sua formação acadêmica, Ricardo Vilas é Mestre em Etnomusicologia, pela Université de Paris 8, Doutor em Antropologia, pela UFRJ (Universidade Federal do Rio de Janeiro) em cotutela com a EHESS (Ecole des Hautes Etudes en Sciences Sociales, Paris), e Pós-Doutor em História pela UFF (Universidade Federal Fluminense).    